# 시트로엥 트락숑 아방

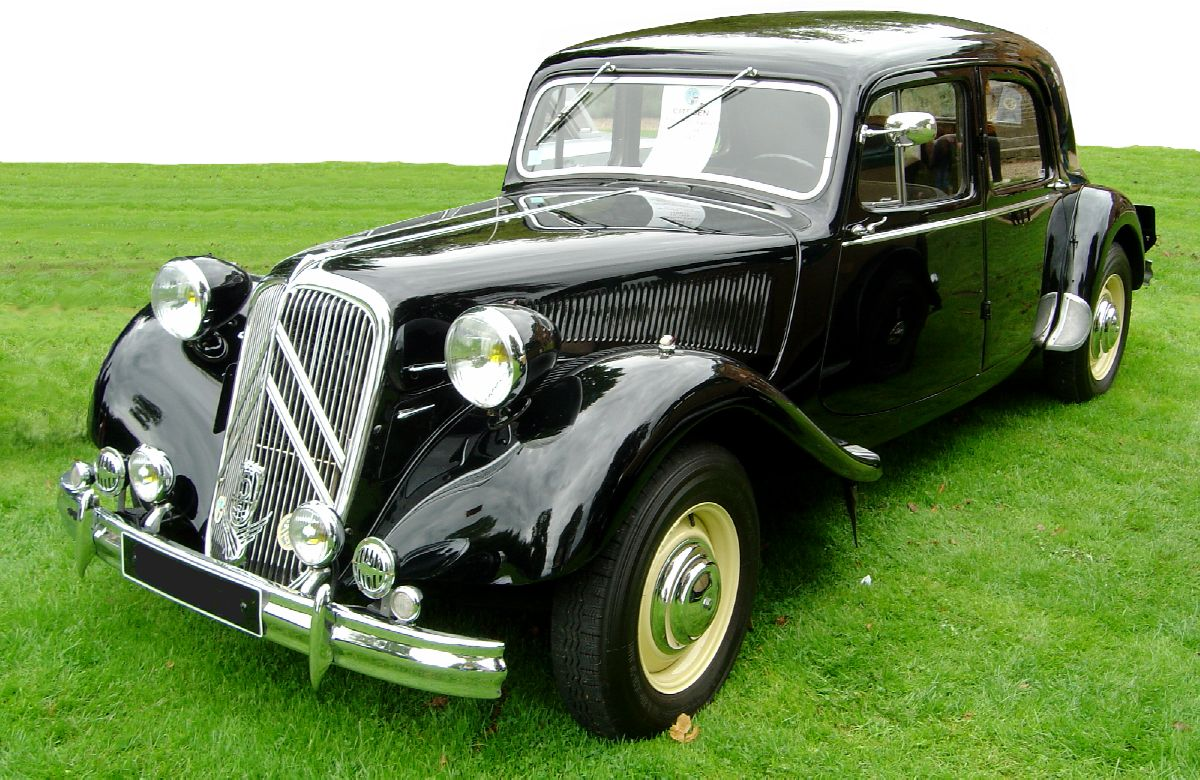
시트로엥 트락숑 아방

시트로엥 트락숑 아방(프랑스어: Citroën Traction Avant)은 프랑스 자동차 회사인 시트로엥에서 생산한 자동차로 1934년부터 1957년까지 약 760,000대가 생산되었다.
프랑스어로 전륜구동의 의미를 가지고 있는 트락숑 아방은 플라미니오 베르토네가 디자인하고, 앙드레 르페브르가 설계를 맡았다. 자동차 역사상 걸작이라 알려져 있는 이 차는 1930년대에 흔하지 않았던 전륜구동 굴림방식을 채택하고, 일체구조식 차체(monocoque)로 제작되었다. 일체구조식 방식은 외부로부터의 충격을 분산하기가 유리하고, 좀 더 가벼운 자동차를 만들 수 있어 현대의 승용 자동차에서는 보편적으로 사용되고 있는 방식이다. 가볍게 만들었기 때문에 동시대의 자동차들에 비해 매우 빠른 속도인 시속 100킬로미터까지 달릴 수 있었음에도 연비는 리터당 10킬로미터에 불과했다.
최초 모델은 1303씨씨 엔진을 장착한 세단으로 발표되었다. 이 모델은 7A로 명명되었고, 1934년 6월에는 7A 후속모델로 7B와 7C가 각각 1527씨씨와 1628씨씨 엔진을 장착해 발표되었다. 이후에 1911씨씨 엔진에 4기통 엔진을 장착한 11과 2867씨씨 6기통 엔진을 장착한 15가 발표되기도 했다.